# Третій зайвий (фільм)
«Третій зайвий» (англ. Ted) — американська комедійна драма режисера Сета Мак-Фарлейна (творця «Гріффінів»), в головних ролях у якій зіграли Марк Волберг та Міла Куніс. Слоган фільму «Дітям не рекомендовано». Перегляд цього фільму не рекомендується дітям до 16 років. Світова прем'єра відбулася 29 червня 2012 року. Прем'єра в Україні відбулася 2 серпня 2012 року. фільм зібрав $1,831,576 дол. в Україні, та закінчив рік на 14 місці за загальними зборами.

## Сюжет
Хлопчик Джон мріяв про те, щоб його плюшевий ведмедик Тедді міг говорити. Одного разу він загадав це бажання, коли падала зірка у небі, і раптом, на наступний день, воно збулося. Хлопчик і ведмідь стали найкращими друзями, але час минав, хлопець дорослішав, а у ведмедя (якого тепер звуть Тед) потихеньку псувався характер. В результаті він перетворився на проблему, тому що, на відміну від Джона, він не бажав дорослішати, а хоче тільки тусуватися і курити траву, хоча на це майже ніхто з оточуючих не звертає уваги. Але одного разу Джон знайомиться з красунею Лорі й закохується в неї. І тепер Джону доведеться вибирати, кого ж він любить більше, свою дівчину або найкращого друга.

## Акторський склад
| Актор                  | Роль                 |
| ---------------------- | -------------------- |
| Марк Волберг           | Джон Беннетт         |
| Сет Макфарлейн (голос) | Тед                  |
| Міла Куніс             | Лорі Коллінз         |
| Джоель Макгейл         | Рекс                 |
| Джованні Рібізі        | Донні                |
| Аедін Мінкс            | Роберт               |
| Патрік Ворбертон       | Ґай                  |
| Лора Вандервурт        | Таня                 |
| Метт Волш              | Томас Мерфі          |
| Джессіка Барт          | Тамі-Лінн МакКаферті |
| Алекс Борштейн         | Гелен Беннет         |
| Джессіка Строуп        | Трейсі               |
| Раян Рейнольдс         | Джаред               |
| Майк Генрі             | Мін Безжальний       |
| Нора Джонс             | камео                |
| Том Скеррітт           | камео                |
| Тед Денсон             | камео                |
| Патрік Стюарт          | оповідач             |

## Сиквели та приквели
У 2015 році вийшло продовження фільму "Третій зайвий 2" під гаслом «Вірні другани повертаються». У 2024 році вийшов серіал "Третій зайвий" про підліткові роки Джона і Теда. 

## Цікаві факти
- Марк Волберг і Міла Куніс раніше вже виконували ролі разом у спільному фільмі «Макс Пейн».
- У мультсеріалі «Гріффіни» Міла Куніс озвучує Мег Гріффін, а Сет Мак-Фарлейн озвучує Пітера, Стьюї та Браяна.
- У Казахстані фільм був знятий з прокату через проблеми з дистриб'ютором.
- Тед каже Джону про те, що Джаред, «гей-друг» Гая, схожий на Зеленого Ліхтаря. Це посилання до фільму «Зелений ліхтар», де Раян Рейнольдс (Джаред) зіграв головну роль.

## Відгуки
- В цілому критиками фільм був сприйнятий позитивно. У прокаті фільм зібрав трохи більш як $500 млн, тим самим окупивши свій бюджет у 10 разів. Касові збори в Україні станом на 31 серпня 2012 року склали $1 742 753.